# تيد سميث (لاعب كرة قدم)
تيد سميث (بالإنجليزية: John Edward Smith)‏ (3 سبتمبر 1914 في المملكة المتحدة - 18 يناير 1989 بلشبونة في المملكة المتحدة) هو مدرب كرة قدم ولاعب كرة قدم بريطاني (وحمل سابقاً جنسية المملكة المتحدة لبريطانيا العظمى وأيرلندا) في مركز الدفاع. لعب مع أتليتيكو كلوب دي برتغال ونادي بنفيكا ونادي ميلوول.